# Paia de Lombo de Estremoz e Borba
A Paia de Lombo de Estremoz e Borba IGP é um produto de origem portuguesa com Indicação Geográfica Protegida pela União Europeia (UE) desde 9 de julho de 2004.

## Agrupamento gestor
O agrupamento gestor da indicação geográfica protegida "Paia de Lombo de Estremoz e Borba" é a APETAL- Agrupamento de Produtores de enchidos tradicionais do Alentejo, Lda..